# La horripilante bestia humana
Oribila bestie umană (titlu original: La horripilante bestia humana) este un film SF de groază mexican  din 1969 regizat de René Cardona și Jerald Intrator. În rolurile principale joacă actorii  José Elías Moreno, Carlos López Moctezuma și Armando Silvestre. Este o refacere a filmului din 1962 al lui Cardona, Doctor of Doom.

## Distribuție
- José Elías Moreno ca prof. Kaufmann
- Carlos López Moctezuma ca Goyo, asistentul
- Armando Silvestre ca locotenent Albert Bennett
- Norma Lazareno ca Lucy Robert
- Agustín Martínez Solares ca Julius Kaufmann
- Javier Rizo
- Gerardo Zepeda ca Korang, bestia
- Noelia Noel ca Helen Brown
- Gina Morett ca femeie în duș